# Râul Valea Lacului, Bega
Râul Valea Lacului sau Pârâul Lacului este un curs de apă, afluent al râului Măgheruș. 

## Hărți
- Harta județului Timiș